# 哈灵顿 (特拉华州)
38°55′28″N 75°34′29″W / 38.92444°N 75.57472°W
哈靈頓（英語：Harrington）是美國特拉华州肯特縣的一個城市。面積5.2平方公里。根據2010年美國人口普查，人口3,562人。
特拉華州博覽會在這裡舉行。